# 辻田星歩
辻田 星歩（つじた ほしほ）は、日本の機械工学者。工学博士 (法政大学) 。法政大学理工学部機械工学科教授。

## 略歴
1986年に法政大学工学部機械工学科卒業後、法政大学大学院工学研究科へと進学し機械工学を専攻。1993年、同大学院博士後期課程を修了し工学部非常勤講師や助教授を経て、法政大学理工学部教授へと就任した。

## 著作等

### 共著
- 『よくわかる水力学』（株式会社 オーム社、1995年）

### 論文
- 『境界適合座標系上の物理成分テンソル形運動方程式を用いた曲がり管内の粘性流の数値解析』（日本機械学会論文集（B編） 57(540) 2606-2613 1991年）
- 『Numerical Calculation of Incompressible Turbulent Flow Within Curved Square Duct』（Transport Phenomena in Heat and Mass Transfer vol.2 ELSEVIER SCIENCE PUBLISHER B.V. 863-874 1992年）
- 『三次元曲りダクト内の流れに関する研究』（ターボ機械 20(7) 423-431 1992年）
- 『境界適合座標系上の物理成分テンソル形運動方程式を用いたターボ形流体機械流路内に生ずる二次流れの三次元数』（法政大学博士論文 1-139頁 1993年）
- 『翼端間げきを有する直線翼列内の流れの解析』（日本機械学会論文集（B編） 59(559) 118-125 1993年）
- 『トルクコンバータのポンプ羽根車内の流れの解析』（日本機械学会論文集（B編） 59(564) 2500-2508 1993年）など

## 専門分野
- 流体工学[2]
- 化学工学

## 受賞歴
- 日本機械学会「研究奨励賞」受賞（1996年）